# Овчинников, Иван Александрович
Ива́н Алекса́ндрович Овчи́нников (1921—1945) — полный кавалер Ордена Славы, участник Великой Отечественной войны, наводчик 82-мм миномёта 172-го гвардейского стрелкового полка, гвардии младший сержант.

## Биография
Иван Александрович Овчинников родился в 1921 году в Болотном Болотнинской волости Томской губернии (ныне территория Новосибирской области). Русский. Член ВКП(б) / КПСС с 1945 года. В РККА — с августа 1940 года. В боях Великой Отечественной войны — с июля 1942 года.
Командир расчёта 82-мм миномета 172-го гвардейского стрелкового полка (57-я гвардейская стрелковая дивизия, 8-я гвардейская армия) гвардии рядовой Овчинников И. А., с бойцами с 11 по 13 мая 1944 года, в бою на Заднестровском плацдарме у населённого пункта Войново (14 км юго-восточнее города Дубоссары, Молдавия), отразив многочисленные атаки противника, удержал занимаемый рубеж. 20 мая 1944 года награждён Орденом Славы 3-й степени.
1 августа 1944 года наводчик 82-мм миномета Овчинников И. А., в числе первых форсировав реку Висла, открыл огонь по вражеским позициям, проделал проходы в заграждениях для наступления пехоты. 2 августа 1944 года, при расширении плацдарма в 20 км юго-западнее города Гарволин (Польша), подавил 2 огневые точки, истребил более 10 солдат. 27 августа 1944 года награждён Орденом Славы 2-й степени.
26 января 1945 года гвардии младший сержант Овчинников И. А., под огнём противника, переправился через реку Варта (14 км севернее города Познань, Польша) и, поддерживая огнём миномета пехоту, уничтожил свыше 10 солдат, подавил противотанковую пушку противника. 28 января 1945 года в районе м. Шарциг (14 км северо-восточнее города Мезеритц, Германия), в числе первых ворвался в траншею противника, ликвидировал 2 пулемётные точки, 7 солдат и 4 пленил. 4 февраля 1945 года, при отражении контратак противника, огнём из миномёта помог удержать плацдарм у м. Херцерсхоф (8 км юго-западнее города Кюстрин, ныне г. Костшин-над-Одрой, Польша), истребив при этом более 10 автоматчиков. 31 мая 1945 года награждён Орденом Славы 1-й степени.
Гвардии младший сержант Иван Александрович Овчинников умер от ран в госпитале 26 марта 1945 года.

## Награды
- Орден Славы I степени. Указ Президиума Верховного Совета СССР от 31 мая 1945 года.
- Орден Славы II степени (№ 4177). Приказ Военного совета 8 гвардейской армии № 298/н от 27 августа 1944 года.
- Орден Славы III степени (№ 65221). Приказ командира 57 гвардейской стрелковой дивизии № 056 от 20 мая 1944 года.